# スーパーロボット大戦J
『スーパーロボット大戦J』（スーパーロボットたいせんジェイ）は、2005年9月15日にバンプレストから発売されたゲームボーイアドバンス用シミュレーションRPG。
キャッチコピーは「新たな審判の時、来たる。」。

## 概要
SDで表現されたロボットたちが競演するクロスオーバー作品「スーパーロボット大戦シリーズ」の一つ。ゲームボーイアドバンスで発売された同シリーズの第6作目かつ最終作に当たる。全52話（分岐も含めると合計68ステージ）。タイトルの「J」は「Judgment」（ジャッジメント、「審判」の意）の頭文字である。
本作の特徴として、それまでのスーパーロボット大戦シリーズにおいてレギュラーであったゲッターロボシリーズが登場しておらず、ガンダムシリーズも世界観が宇宙世紀以外の作品で構成されている点がある。こうした変化によって本作では『機動戦艦ナデシコ』『機動戦士ガンダムSEED』がストーリーの中核を成していた。また、変わった所では自軍の戦艦の艦長（パイロット）が全員女性というのもシリーズ初の展開だった。
もう一つの特徴としては、前作『スーパーロボット大戦D』から戦闘シーンの演出が大きく進化しており、『スーパーロボット大戦α』以降の据え置き機作品同様、ロボットがフルアニメーションするようになった。ニンテンドーDSで発売された次作『スーパーロボット大戦W』以降の携帯機作品においてもこの傾向は継続されていく。

## 参戦作品

### 一覧
★マークはシリーズ初参戦作品。☆マークは携帯機初参戦作品。
- 超獣機神ダンクーガ
- ☆冥王計画ゼオライマー
- ★フルメタル・パニック!
- ★フルメタル・パニック? ふもっふ
- 蒼き流星SPTレイズナー
- ☆ブレンパワード
- ☆機動戦士ガンダムSEED
- 機動武闘伝Gガンダム
- ★宇宙の騎士テッカマンブレード
- ☆マジンカイザー
- ★マジンカイザー 〜死闘!暗黒大将軍〜
- 超電磁ロボ コン・バトラーV
- 超電磁マシーン ボルテスV
- 機動戦艦ナデシコ

### 解説
全14作品。新規参戦は『宇宙の騎士テッカマンブレード』、『フルメタル・パニック!』、『フルメタル・パニック?ふもっふ』、『マジンカイザー 〜死闘!暗黒大将軍〜』の4作品。携帯機初参戦作品は『冥王計画ゼオライマー』、『機動戦士ガンダムSEED』、『マジンカイザー』、『ブレンパワード』。
『フルメタル・パニック!』は原作小説ではなくアニメ版からの参戦。ロボットアニメではない『宇宙の騎士テッカマンブレード』は、参戦作品の枠を広げるため参戦が決定した。
『冥王計画ゼオライマー』出典のグレートゼオライマーは、原作本編に登場せずイラストのみ存在していたものだったが、本作登場のため森木靖泰により新たに再デザインされている。
なお、本作以降の携帯機シリーズの公式サイトでは、オリジナルキャラクター（バンプレストオリジナル）を参戦作品として扱わない。

### パッケージ登場機体
- ARX-7 アーバレスト（フルメタル・パニック!）
- エステバリス（機動戦艦ナデシコ）
- ダンクーガ（超獣機神ダンクーガ）
- テッカマンブレード（宇宙の騎士テッカマンブレード）
- 天のゼオライマー（冥王計画ゼオライマー）
- ネリー・ブレン（ブレンパワード）
- フリーダムガンダム（機動戦士ガンダムSEED）
- ベルゼルート（バンプレストオリジナル）
- ボルテスV（超電磁マシーン ボルテスV）
- マジンカイザー（マジンカイザー）

## システム
ここでは、本作特有のシステムや新規追加・変更されたシステムについて解説する。シリーズ共通のシステムについてはスーパーロボット大戦シリーズのシステムを参照。
- 主人公名および主人公機名の変更可能（今回から漢字も入力可能となった）
- 武器名称の自由変更可能（今回から漢字も入力可能となった）
- BPによるパイロットの強化
- 強化パーツの売却
- ツメスパロボによるパーツの入手
- イベント内でのメッセージのバックログ（巻き戻し表示）可能（バックログ中は、背景がモノクロームで表示される）

など、前作『スーパーロボット大戦D』からのシステムが多数継承されている。他にも新たな試みとして
- 作品の垣根を越えた戦闘BGMの自由設定（直前に発売された『第3次スーパーロボット大戦α 終焉の銀河へ』で初めて導入された）
- ユニット・武器の正式名称表示
- 一部のイベントにおける一枚絵の表示（原作での重要な場面など）

といった試みもなされた。また、『スーパーロボット大戦MX』からお気に入りシステムが改良を加えて導入されている。開始時のほかに、ゲームを1回クリアするたび新たに3作品をお気に入りに選択できるようになり、全作品をお気に入りに指定すると、最大改造段階が15から20に伸び、同時に獲得できる資金と経験値が全作品一律1.5倍へと増える。
全3作品のお気に入り指定枠は『スーパーロボット大戦MX ポータブル』や『スーパーロボット大戦W』『スーパーロボット大戦K』にも引き継がれた。また、本作にはフル改造ボーナスが存在するが、お気に入りの指定で改造段階の上限が伸びても非指定の時の改造上限まで改造すればフル改造ボーナスを得られる。
戦艦に搭載されたユニットの精神コマンドも使用可能となり、同時に戦艦搭載ユニットへの精神コマンドも使用可能になったほか、強制出撃以外のユニットを出撃していないユニットと交代することも可能。ただし、一度出撃したユニットをもう一度交代で出撃させることはできない。
『スーパーロボット大戦ORIGINAL GENERATION2』ではバリアを無効化し、援護攻撃が可能だった合体攻撃が、本作ではバリアが発動する上、援護攻撃も不可能になった。

## オリジナルキャラクター
主人公は
- 男主人公（デフォルト名：紫雲統夜）
- 女主人公（デフォルト名：カルヴィナ・クーランジュ）

の2人から、主人公機はベルゼルート、グランティード、クストウェルの3機+隠し機体となるヴォルレントの計4機体から選択可能である。また今回は、主人公と共に機体に乗りこむサブパイロットとして、三人の候補の中から選択可能となっている。候補は以下の通り。
カティア・グリニャール
真面目で几帳面な性格。三人のリーダー格。
フェステニア・ミューズ
活発な性格。非常に大食い。
メルア・メルナ・メイア
温厚な性格。お菓子好き。
三人のうち一人しかサブパイロットにはできないが、出撃前に誰を乗せるかを決めることができる。選んだサブパイロットによって機体性能が変化するほか、後半の新型機体の必殺武器の戦闘アニメーションもサブパイロットにあわせて変化（ヴォルレントの後継機ラフトクランズでは武器の性能および名称も変化）する仕組みとなっている。なお、必殺技を使用するには三人のうち一人を20回以上乗せなければならず、全ての戦闘アニメーションを見たいのなら、最低でも二回クリアする必要がある。一度必殺技が使えるようになったサブパイロットとは、周回を重ねてもいつでも使用できる。
携帯ゲーム機でのシリーズとしては初めて、オリジナルキャラクターのカットイン上でのアニメーションが行われた。女主人公およびサブパイロット三人は胸が、男主人公は髪の毛が揺れる。

## スタッフ
エグゼクティブ・プロデューサー
仲田隆司
プロデューサー
菊池博、寺田貴信、じっぱひとからげ
ディレクター
赤羽仁
シナリオ
鏡俊也、國島宣弘
オリジナルキャラクターデザイン
糸井美帆、歌津義明
オリジナルメカニカルデザイン
大輪充、谷口欣孝、柳瀬敬之、山田耕司、露木篤史

## プロモーション

### キャラホビ2005
2005年8月20日・21日に幕張メッセにて行われた「キャラホビ2005」にて、本作は『Another Century's Episode 2』とともに出展された。ロボ魂プレミアムスーパーステージと題された特設ステージでは、プロデューサーの寺田貴信と声優の緑川光によるトークイベントが行われ、玉置成実の新曲『CASTAWAY』が本作のイメージソングになることが発表された。

### テレビCM
CMソングには『機動戦士ガンダムSEED』においても楽曲を担当した、玉置成実の「CASTAWAY」が使用された。
CMのナレーションは『機動武闘伝Gガンダム』のドモン・カッシュをはじめ、『機動戦士ガンダムSEED』（イザーク・ジュール）、『フルメタル・パニック!』および『フルメタル・パニック? ふもっふ』（相良宗介）、『機動戦艦ナデシコ』（ダイゴウジ・ガイ、白鳥九十九）の5役を演じた関智一と、『フルメタル・パニック?ふもっふ』のボン太くん役の金田朋子が務めた。また、公式サイトで公開された限定バージョンのCMではボン太くんのみで喋っているバージョンもあった。

### プレゼントキャンペーン
発売に合わせて、ゲームボーイミクロ用オリジナルフェイスプレートが抽選で10,000名に当たるプレゼントキャンペーンが行われた。

## 関連商品

### 攻略本
- スーパーロボット大戦J プレイヤーズバイブル ISBN 9784757724822
- スーパーロボット大戦J パーフェクトバイブル ISBN 9784757725249
- スーパーロボット大戦J 完全解析ファイル ISBN 9784575164480
- スーパーロボット大戦J パーフェクトガイド ISBN 9784797333176
- スーパーロボット大戦J ザ・コンプリートガイド ISBN 9784840232470

### コミック
スーパーロボット大戦J 4コマKINGS
2006年1月15日初版、一迅社、DNAメディアコミックス。ISBN 9784758002943
複数作家による二次創作4コマ漫画。
スーパーロボット大戦J コミックアンソロジー 激闘の絆
2006年1月10日初版、光文社、火の玉ゲームコミックシリーズ。ISBN 9784334806309
複数作家による二次創作4コマ漫画および短編漫画。